# Wyspa Słodowa

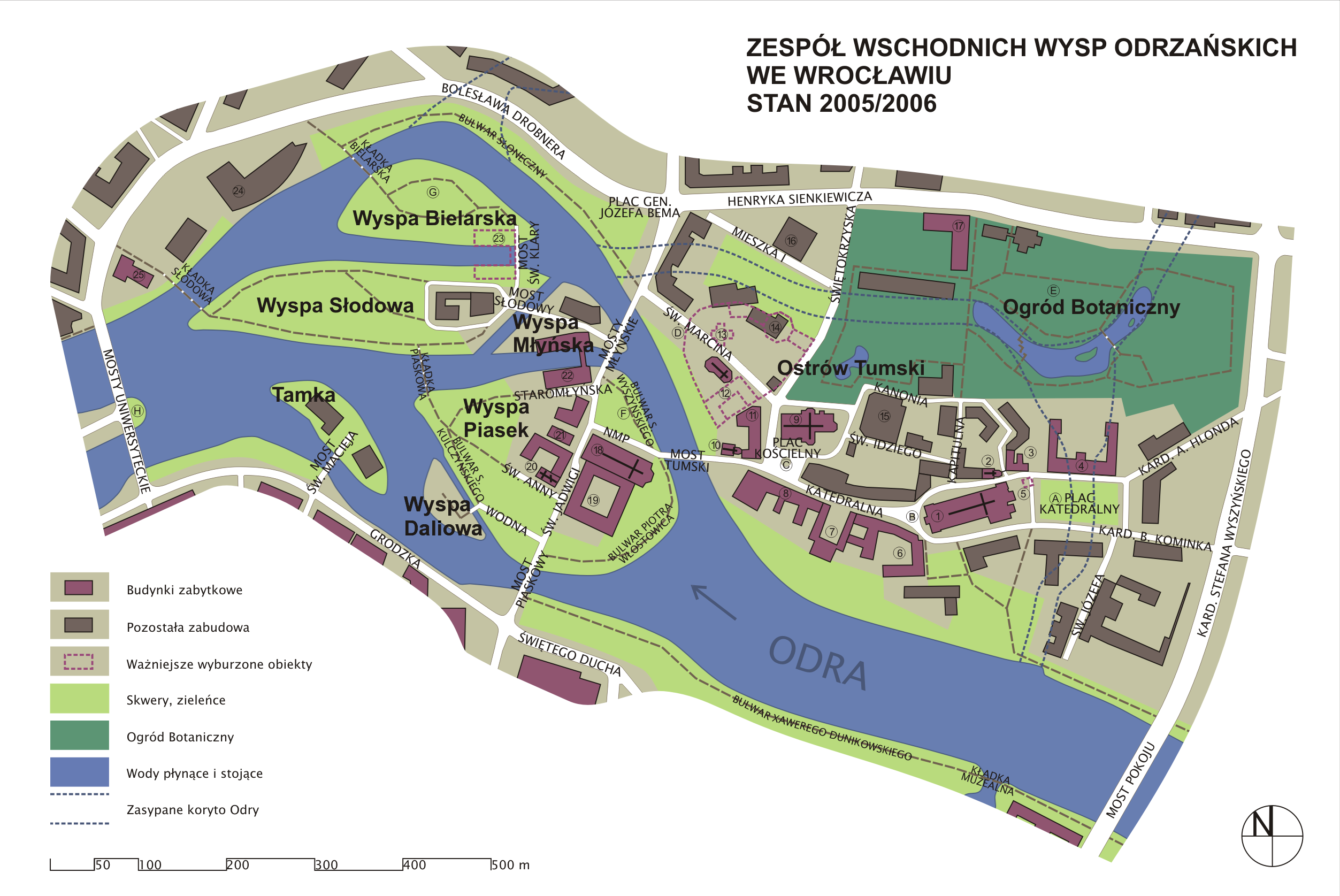
Zespół wysp odrzańskich we Wrocławiu – po lewej Wyspa Słodowa

Wyspa Słodowa we Wrocławiu – niewielka wysepka na Odrze w obrębie wrocławskiego Starego Miasta oraz Śródmiejskiego Węzła Wodnego – Górnego, w sąsiedztwie mniejszych nieco od niej Wyspy Bielarskiej i Wyspy Młyńskiej. Jedną z atrakcji Wyspy Słodowej jest taras widokowy na dachu Concordia Design. Rozciąga się z niego widok charakterystyczne punkty miasta, m.in. Rynek, Gmach Uniwersytetu Wrocławskiego oraz Halę Targową. 

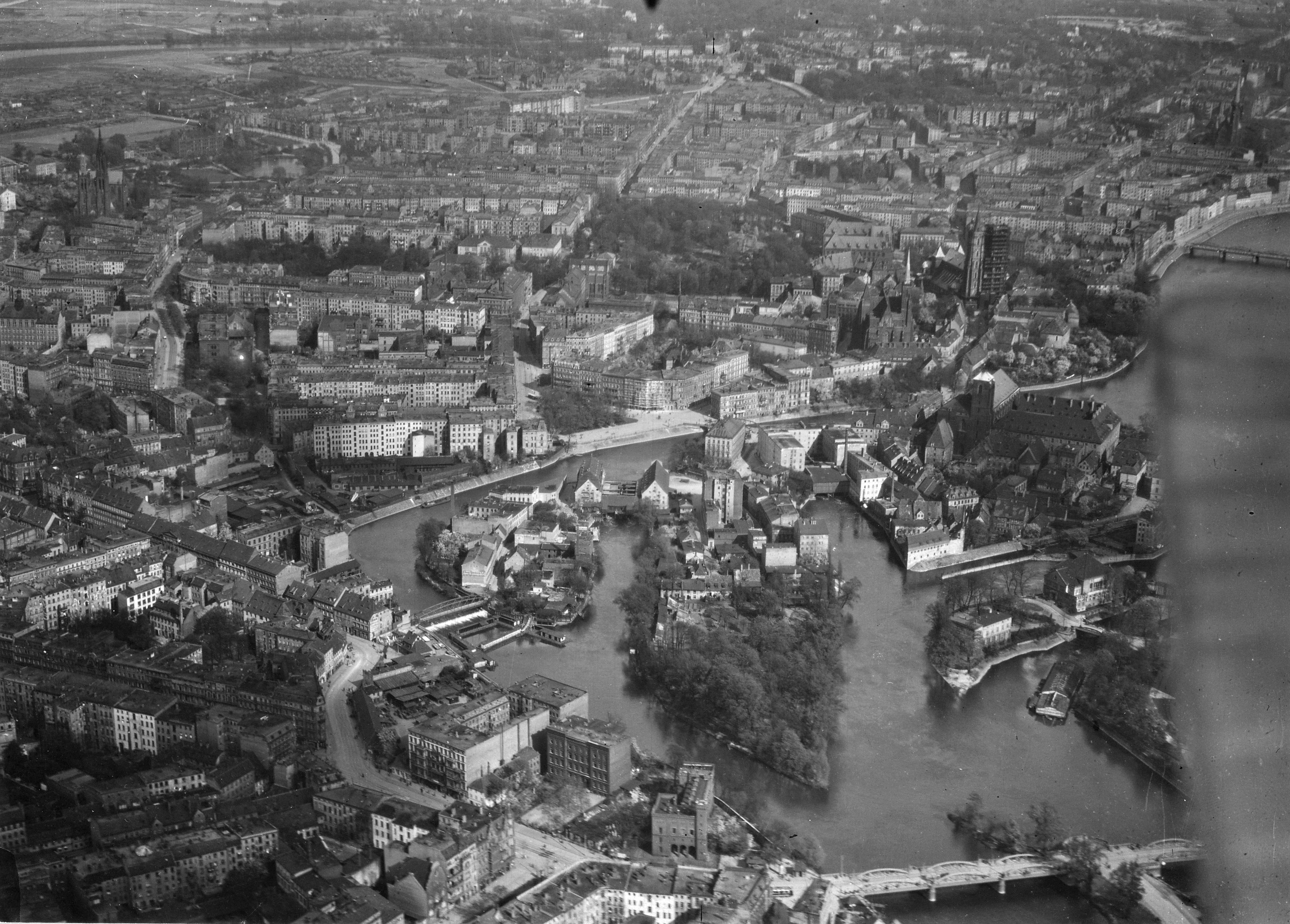
Wyspy wrocławskie, zdjęcie lotnicze 1920 rok

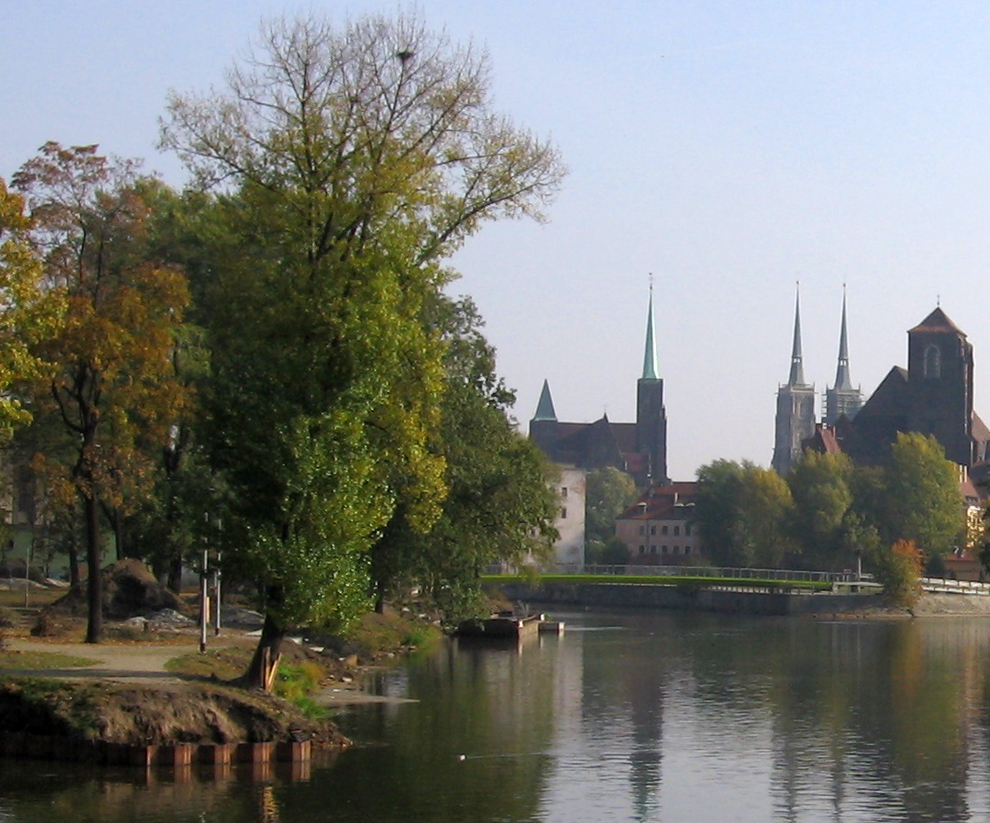
Wyspa Słodowa (po lewej), w głębi od lewej kolegiata św. Krzyża, dwie wieże archikatedry i (nieco bliżej) wieża kościoła NMP na Piasku widziane z Mostu Uniwersyteckiego

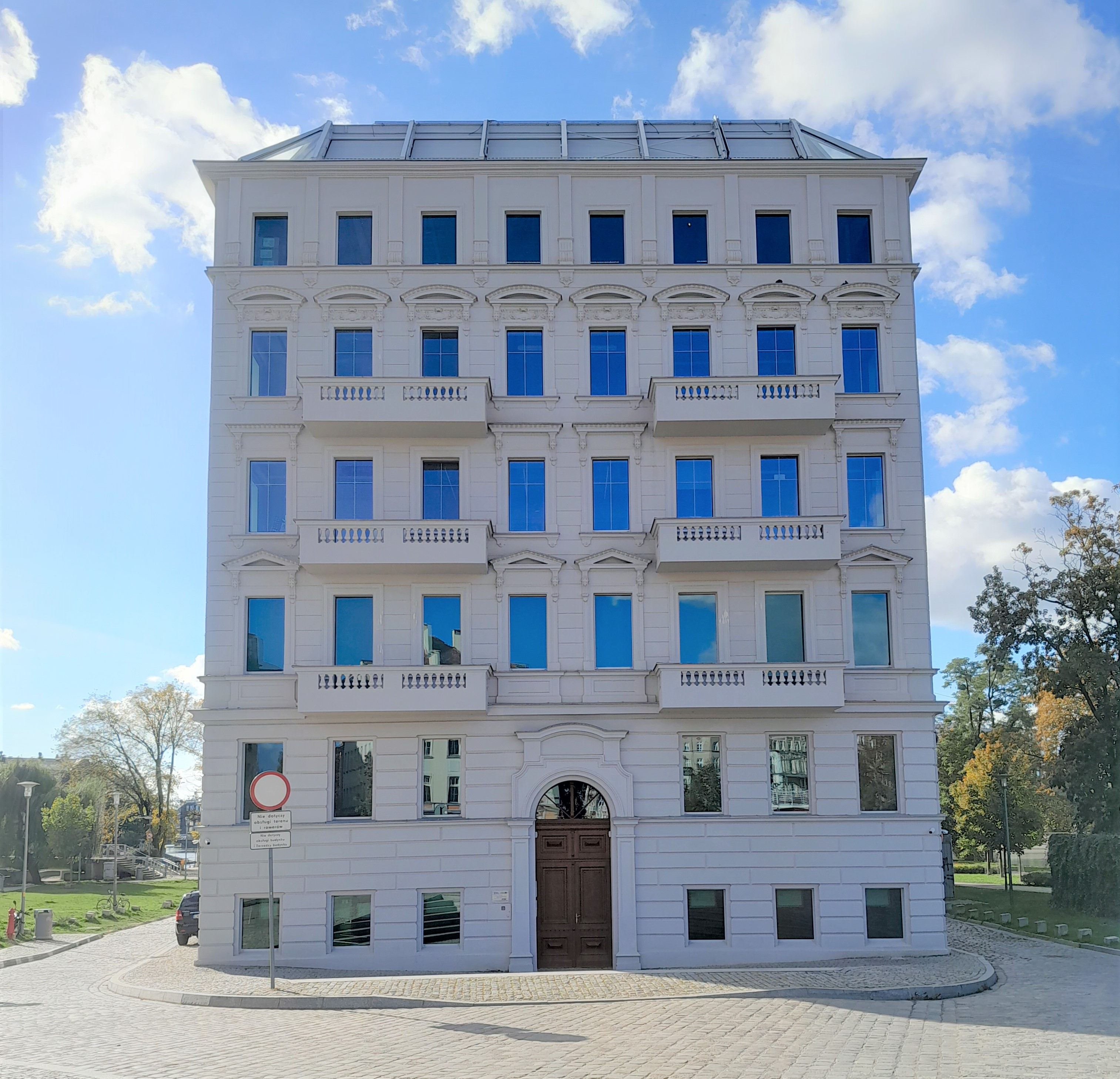
Jedyny budynek na Wyspie Słodowej - dawna kamienica, obecnie część budynku biurowego.

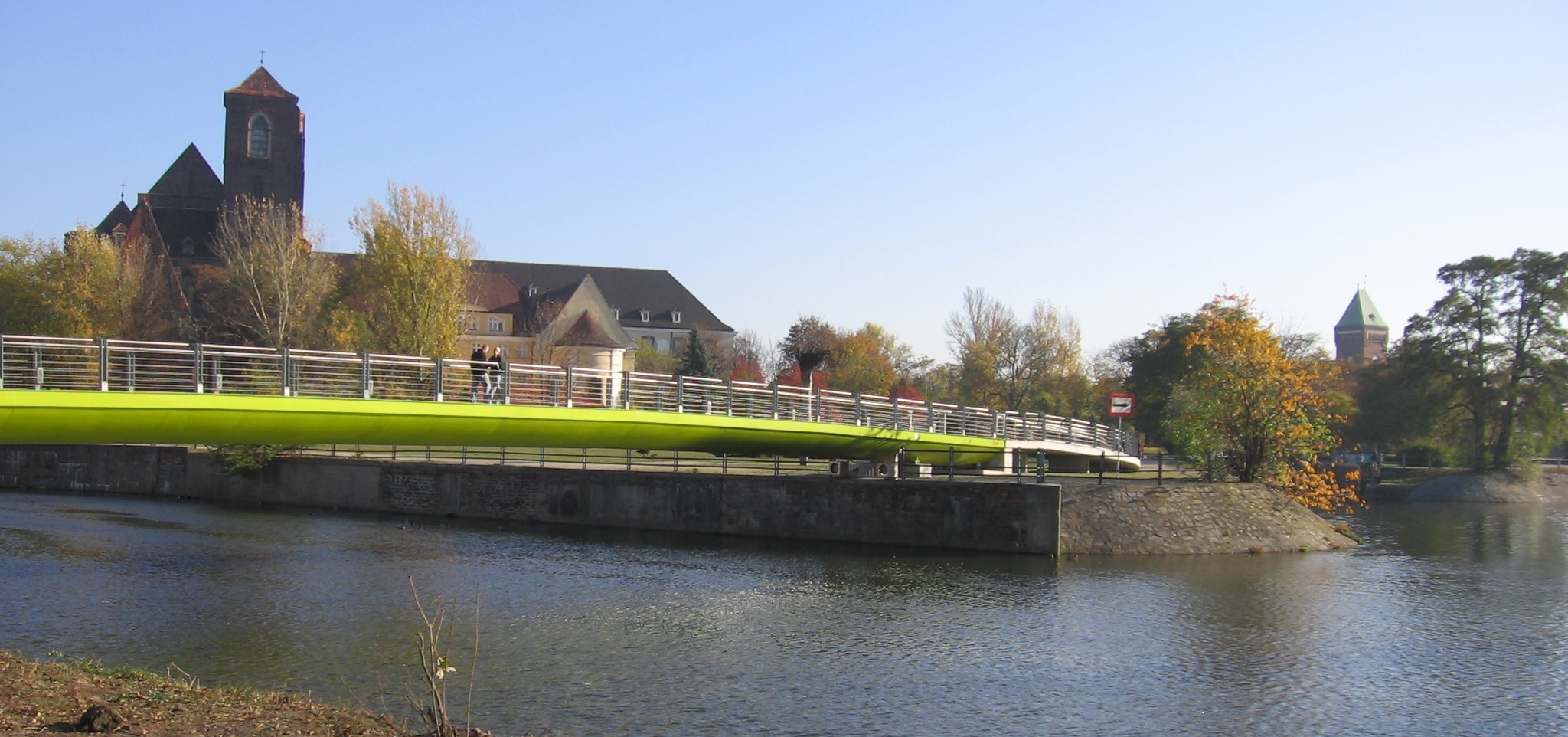
Kładka Piaskowa z Wyspy Słodowej na Wyspę Piasek, za kładką widoczna wieża kościoła NMP na Piasku, a także (równolegle do płaszczyzny zdjęcia) długi fragment dachu nad kompleksem Biblioteki Uniwersyteckiej, po prawej, już na południowym brzegu Odry, wieżyczka Hali Targowej przy pl. Nankiera

## Charakterystyka
Wyspa Słodowa oddzielona jest od Wyspy Młyńskiej wąskim ciekiem – Upustem powodziowym Klary i połączona z nią małym Mostem Słodowym, a z Wyspą Bielarską – dwudziestometrowym Mostem św. Klary nad kanałem – Upustem Klary, pozostałością po znajdujących się kiedyś na obu jego końcach Młynach św. Klary. Pierwszy z tych młynów – własność zakonu klarysek – wybudowano w 1242, a drugi – franciszkanów św. Jakuba – w 1275. Po pewnym czasie ten drugi również stał się własnością zakonu św. Klary, stąd ich nazwa. Obie wyspy nazywane były pierwotnie Bielarska Tylna (Hinterbleiche) i Bielarska Przednia (Vorderbleiche, dzisiejsza Słodowa od funkcjonujących tam od XV wieku słodowni). Nazwa pochodziła od cechu bielarzy płótna, którzy działali w tej okolicy.
Teren wysp był własnością zakonu św. Klary od średniowiecza, kiedy pozostawały poza obrębem murów miejskich, poprzez osiemnastowieczną rozbudowę fortyfikacji na prawym brzegu Odry, aż do roku ok. 1807–1810, kiedy fortyfikacje rozebrano, a same wyspy przeszły na własność miasta. Wówczas również wybudowano żelazne mosty pomiędzy wyspami i rozpoczęto zabudowę mieszkalną wysp. Część Wyspy Słodowej pozostawała jednak aż do końca lat 30. niezabudowana, urządzano na niej m.in. sportowo-rekreacyjne schroniska dla młodzieży.
W I połowie wieku XX przeprowadzono przez Wyspę Słodową trasę łączącą oba brzegi Odry. W czasie oblężenia Wrocławia pod koniec II wojny światowej prawie cała zabudowa wyspy uległa zniszczeniu, zachowały się jedynie niektóre budynki, w tym oba wspomniane młyny.
Młyny św. Klary przetrwały do roku 1975, kiedy zostały wysadzone w powietrze przez saperów. Decyzja ówczesnego prezydenta miasta Wrocławia Mariana Czulińskiego o ich wyburzeniu 30 lat po zakończeniu wojny spotkała się z powszechną krytyką i protestami ludzi kultury, w tym m.in. Jerzego Waldorffa, architektów, urbanistów i konserwatorów zabytków, zwłaszcza że wcześniej rok ich zburzenia był w PRL ogłoszony „Rokiem Ochrony Zabytków”. Młyny, choć nie były w dobrym stanie technicznym, nie stanowiły istotnego zagrożenia, a po rekonstrukcji stanowić mogły cenny zabytek średniowiecznej architektury przemysłowej. Działki, na których stały młyny pozostają nadal (2005) słabo wykorzystane. Czuliński przypłacił tę decyzję utratą szans na stanowisko wojewody, do którego był przez nomenklaturę PZPR szykowany.
Przez prawie ćwierć wieku po zburzeniu młynów teren wysp pozostawał prawie całkowicie niezagospodarowany, na samej Wyspie Słodowej stała tylko jedna kamienica. Pod koniec XX wieku wyspy uporządkowano i wytyczono na nich nadodrzańskie trasy spacerowe. Wykorzystywana jest także jako miejsce publicznych imprez plenerowych i koncertów.
Wyspa Słodowa to również nazwa uliczki, łączącej samą Wyspę Słodową – poprzez Wyspę Młyńską – z przebiegającą po Mostach Młyńskich ulicą św. Jadwigi. Z tego też powodu jeden z wrocławskich hoteli – hotel Tumski (w latach sześćdziesiątych – internat i Technikum Spożywcze), posługuje się adresem Wyspa Słodowa 10, pomimo że sam mieści się w rzeczywistości na Wyspie Młyńskiej.
Wyspę Słodową, która połączona była do tej pory jedynie mostem św. Klary z Wyspą Bielarską i mostem Słodowym z Wyspą Młyńską połączono w 2003 z prawym brzegiem Odry na tyłach hotelu HP Park Plaza i byłego aresztu wojskowego trzecią przeprawą – pieszą kładką Słodową podwieszoną na charakterystycznych parabolicznych dźwigarach, a także z Wyspą Piasek czwartą przeprawą – pieszą kładką Piaskową.
Wyspa Słodowa od lat stanowi miejsce spotkań dla młodzieży akademickiej, a także jest przestrzenią dla różnorodnych aktywności kulturalnych - koncertów, warsztatów czy performance'ów. Od 1 sierpnia 2018 roku, uchwałą Rady Miejskiej, jest to miejsce wyłączone z zakazu spożycia alkoholu w miejscach publicznych.
Do dziś na Wyspie Słodowej znajduje się tylko jeden budynek - kamienica z XIX wieku przebudowana i rozbudowana w latach 2018–2021 na cele usługowe.